# 卵圓若鰺
卵圓若鰺（学名：Carangoides oblongus），又名長圓若鰺、甘仔魚、長鰭鰺，为輻鰭魚綱鱸形目鱸亞目鰺科若鰺屬下的一个种。

## 分類及命名
卵圓若鰺首先由法國博物學家喬治·庫維爾（Georges Cuvier）於1833年根據從新幾內亞水域採集的標本進行科學描述，該標本被指定為模式種。Cuvier將這種新種命名為Caranx oblongus，具體的詞意為「橢圓形」，指的是本種的形狀。隨著時間的推移，它首先被重新分類在現在無效的Carangichthys屬，最後被重新分類為Carangoides屬。

## 分布
本魚分布於印度太平洋區，東起亞丁灣、東非西至斐濟、東加海域；北起日本南部，南迄澳洲海域。

## 特徵
本魚體形橢圓形而側扁，上下頷具絨毛狀齒，上頜還有一系列不規則的中等大小的外齒，有26到30個鰓耙和24個椎骨。體上半部暗橄欖綠色，下面是銀白色或黃色，在第二背鰭射線的基部之間的背線上有小的藍色到黑色斑點。第一、第二背鰭呈暗藍色，而臀鰭呈黃色，有白色葉尖，胸鰭呈黃色。背鰭硬棘9枚、背鰭軟條17-19枚、臀鰭硬棘3枚、臀鰭軟條15-17枚，體長可達46公分。

## 生態及經濟利用
棲息在礁石區，屬肉食性，生活習性不明，可做為食用魚及遊釣魚。

## 扩展阅读
- 維基物種上的相關：長圓若鰺